# Celebichneumon egregius
Celebichneumon egregius là một loài tò vò trong họ Ichneumonidae.